# Herveo (ort)
Herveo är en ort i Colombia.   Den ligger i departementet Tolima, i den centrala delen av landet, 130 km väster om huvudstaden Bogotá. Herveo ligger 2 114 meter över havet och antalet invånare är 3 490.
Terrängen runt Herveo är kuperad åt sydost, men åt nordväst är den bergig. Terrängen runt Herveo sluttar österut. Runt Herveo är det ganska tätbefolkat, med 58 invånare per kvadratkilometer. Närmaste större samhälle är Fresno, 16,3 km nordost om Herveo. I omgivningarna runt Herveo växer i huvudsak städsegrön lövskog.